# 오브보드니 카날역
오브보드니 카날 역(러시아어: Обводный канал)은 러시아 상트페테르부르크 시에 있는 상트페테르부르크 지하철 프룬젠스코 프리모르스카야 선의 역이다. 2010년 12월 30일에 개통되었다.